# Karaf Maḩalleh
Karaf Maḩalleh är en ort i Iran.   Den ligger i provinsen Gilan, i den norra delen av landet, 190 km nordväst om huvudstaden Teheran. Antalet invånare är 270.
Terrängen runt Karaf Maḩalleh är platt åt nordost, men åt sydväst är den kuperad. Runt Karaf Maḩalleh är det ganska tätbefolkat, med 134 invånare per kvadratkilometer. Närmaste större samhälle är Langarud, 11,7 km nordväst om Karaf Maḩalleh. Trakten runt Karaf Maḩalleh består till största delen av jordbruksmark.